# Oppio
Le bâtiment O ou Oppio (finnois : Oppio), est un bâtiment de l'université de Jyväskylä construit sur Seminaarinmäki à Jyväskylä en Finlande,.

## Galerie

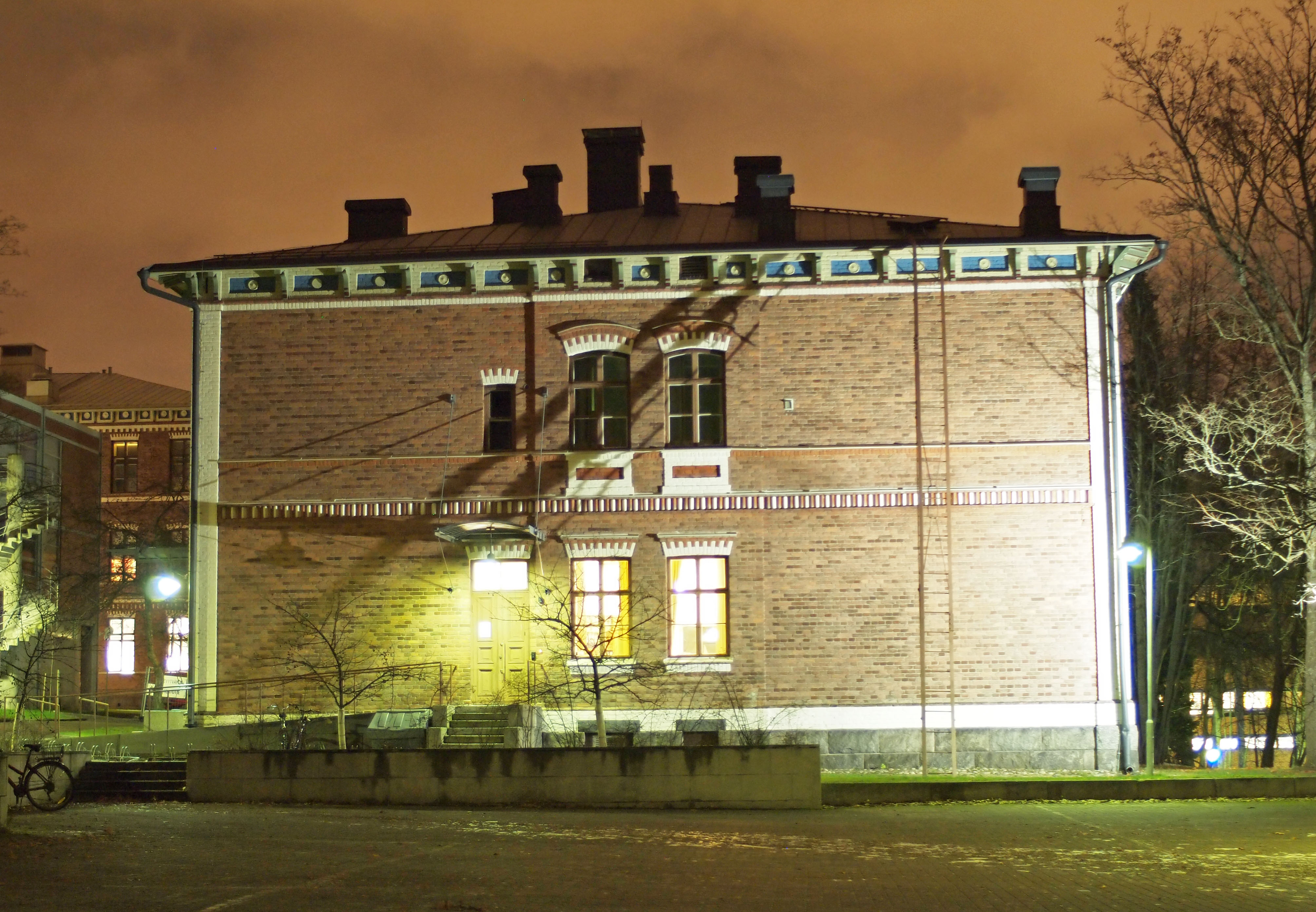
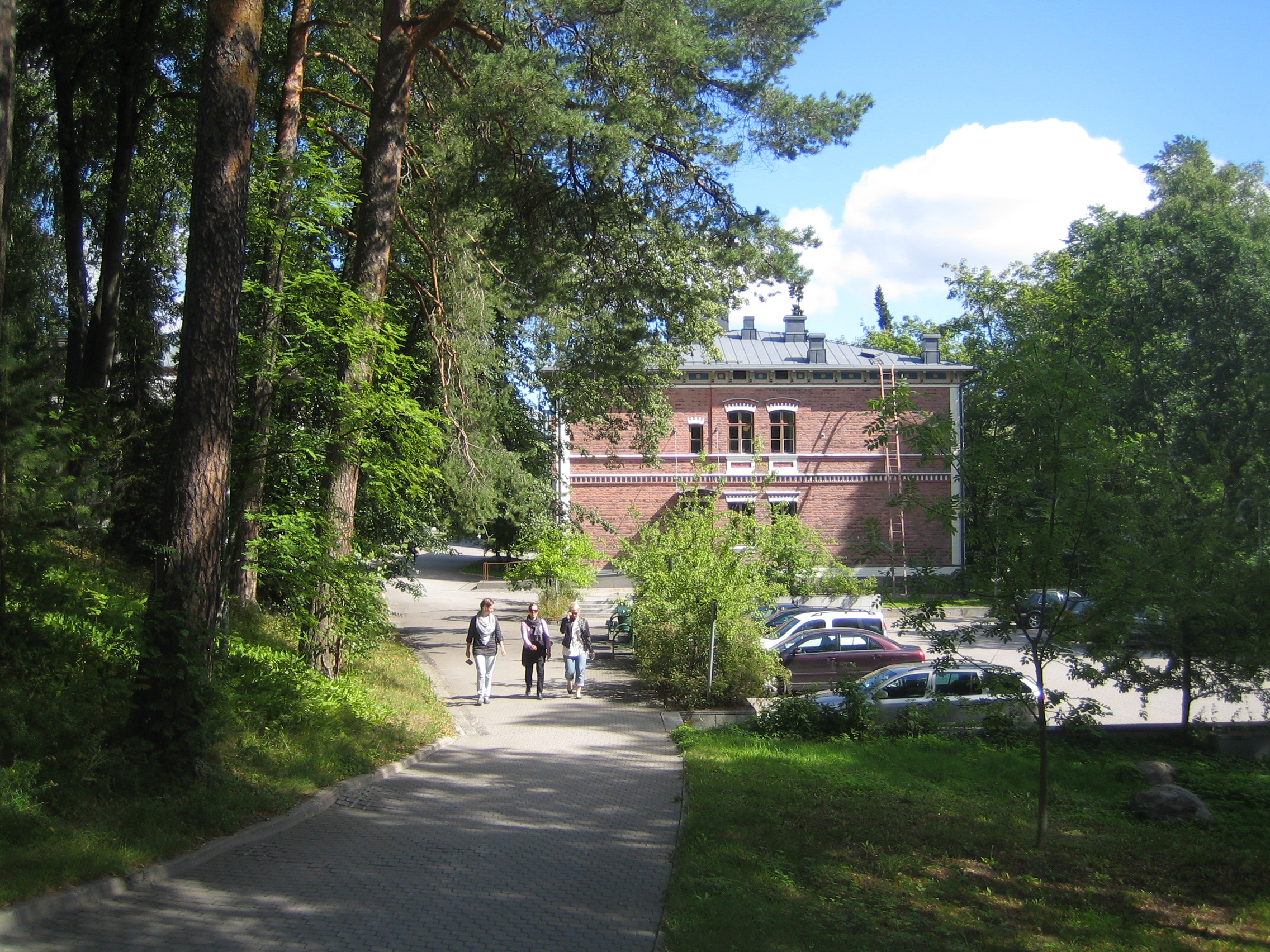